# Мокина (Илиноис)
Мокина (енгл. Mokena) град је у америчкој савезној држави Илиноис.

## Демографија
По попису из 2010. године број становника је 18.740, што је 4.157 (28,5%) становника више него 2000. године.
| Група             | 2000.          | 2010.          |
| Белци             | 13.812 (94,7%) | 17.046 (91,0%) |
| Афроамериканци    | 72 (0,5%)      | 242 (1,3%)     |
| Азијати           | 183 (1,3%)     | 382 (2,0%)     |
| Хиспаноамериканци | 421 (2,9%)     | 903 (4,8%)     |
| Укупно            | 14.583         | 18.740         |